# Copa da França de Voleibol Masculino de 2021–22
A Copa da França de Voleibol Masculino de 2021–22 foi a 38.ª edição desta competição organizada pela Federação Francesa de Voleibol (FFVB). Ocorreu de 16 de novembro de 2021 a 2 de abril de 2022 e contou com a presença de vinte e seis clubes franceses.
Na final única, após dois vice-campeonatos em 2018 e 2019, o Chaumont Volley-Ball 52 conquistou o título da competição – o primeiro de sua história – ao derrotar o Tours Volley-Ball por 3 sets a 2.

## Regulamento
O torneio foi dividido em três etapas: a primeira na fase classificatória, a segunda foi divida em 3 rodadas e a terceira nos playoffs composto por oitavas de final, quartas de final, semifinais e final.

## Fase classificatória
| Data   | Hora  |              | Placar |                          | Set 1 | Set 2 | Set 3 | Set 4 | Set 5 | Total  | Relatório |
| ------ | ----- | ------------ | ------ | ------------------------ | ----- | ----- | ----- | ----- | ----- | ------ | --------- |
| 16 nov | 20:00 | SAS Épinal   | 1–3    | ASU Lyon                 | 18–25 | 23–25 | 26–24 | 24–26 |       | 91–100 | Relatório |
| 16 jan | 20:00 | LISSP Calais | 1–3    | Conflans-Andrésy-Jouy VB | 22–25 | 25–20 | 20–25 | 20–25 |       | 87–95  | Relatório |

### Primeira rodada
| Data  | Hora  |                          | Placar |                          | Set 1 | Set 2 | Set 3 | Set 4 | Set 5 | Total   | Relatório |
| ----- | ----- | ------------------------ | ------ | ------------------------ | ----- | ----- | ----- | ----- | ----- | ------- | --------- |
| 8 jan | 20:00 | Conflans-Andrésy-Jouy VB | 1–3    | Mende Volley Lozère      | 25–20 | 23–25 | 11–25 | 19–25 |       | 78–95   | Relatório |
| 8 jan | 20:30 | ASU Lyon                 | 2–3    | Rennes Étudiants Club VB | 24–26 | 17–25 | 25–21 | 26–24 | 11–15 | 103–111 | Relatório |
| 8 jan | 20:00 | Martigues Volley-Ball    | 3–2    | Avignon Volley-Ball      | 24–26 | 23–25 | 25–16 | 25–16 | 15–13 | 112–96  | Relatório |
| 8 jan | 20:00 | Fréjus Var Volley        | 3–1    | Saint-Quentin Volley     | 25–21 | 19–25 | 26–24 | 25–21 |       | 95–91   | Relatório |

### Segunda rodada
| Data   | Hora  |                       | Placar |                                | Set 1 | Set 2 | Set 3 | Set 4 | Set 5 | Total   | Relatório |
| ------ | ----- | --------------------- | ------ | ------------------------------ | ----- | ----- | ----- | ----- | ----- | ------- | --------- |
| 25 jan | 20:00 | Martigues Volley-Ball | 3–0    | Rennes Étudiants Club VB       | 25–20 | 32–30 | 29–27 |       |       | 86–77   | Relatório |
| 25 jan | 20:00 | Saint-Nazaire         | 3–2    | Grand Nancy Volley-Ball        | 29–27 | 25–18 | 25–27 | 18–25 | 15–13 | 112–110 | Relatório |
| 25 jan | 20:00 | GFCO Ajaccio          | 3–2    | Association Sportive Illacaise | 18–25 | 25–20 | 28–26 | 21–25 | 15–12 | 107–108 | Relatório |
| 25 jan | 20:00 | Fréjus Var Volley     | 3–1    | Mende Volley Lozère            | 25–19 | 22–25 | 25–22 | 25–19 |       | 97–85   | Relatório |

### Terceira rodada
| Data   | Hora  |                       | Placar |                   | Set 1 | Set 2 | Set 3 | Set 4 | Set 5 | Total | Relatório |
| ------ | ----- | --------------------- | ------ | ----------------- | ----- | ----- | ----- | ----- | ----- | ----- | --------- |
| 22 fev | 20:00 | GFCO Ajaccio          | 1–3    | Fréjus Var Volley | 25–22 | 20–25 | 13–25 | 18–25 |       | 76–97 | Relatório |
| 22 fev | 20:00 | Martigues Volley-Ball | 0–3    | Saint-Nazaire     | 20–25 | 21–25 | 21–25 |       |       | 62–75 | Relatório |

## Playoffs

### Chaveamento
|  | Oitavas de final             | Oitavas de final             |                              |   | Quartas de final | Quartas de final |  |  | Semifinais | Semifinais |  |  | Final | Final |
|  |                              |                              |                              |   |                  |                  |  |  |            |            |  |  |       |       |
|  | 25 de março de 2022          |                              |                              |   |                  |                  |  |  |            |            |  |  |       |       |
|  |                              |                              |                              |   |                  |                  |  |  |            |            |  |  |       |       |
|  | Arago de Sète                | 3                            |                              |   |                  |                  |  |  |            |            |  |  |       |       |
|  | Arago de Sète                | 3                            | 28 de março de 2022          |   |                  |                  |  |  |            |            |  |  |       |       |
|  | AS Cannes                    | 1                            |                              |   |                  |                  |  |  |            |            |  |  |       |       |
|  | AS Cannes                    | 1                            | Arago de Sète                | 3 |                  |                  |  |  |            |            |  |  |       |       |
|  | 25 de março de 2022          |                              | Arago de Sète                | 3 |                  |                  |  |  |            |            |  |  |       |       |
|  |                              | Narbonne Volley              | 0                            |   |                  |                  |  |  |            |            |  |  |       |       |
|  | Tourcoing LM                 | Narbonne Volley              | 0                            | 0 |                  |                  |  |  |            |            |  |  |       |       |
|  | Tourcoing LM                 |                              | 30 de março de 2022          | 0 |                  |                  |  |  |            |            |  |  |       |       |
|  | Narbonne Volley              | 3                            |                              |   |                  |                  |  |  |            |            |  |  |       |       |
|  | Narbonne Volley              | 3                            | Arago de Sète                | 0 |                  |                  |  |  |            |            |  |  |       |       |
|  | 26 de março de 2022          |                              | Arago de Sète                | 0 |                  |                  |  |  |            |            |  |  |       |       |
|  |                              | Tours Volley-Ball            | 3                            |   |                  |                  |  |  |            |            |  |  |       |       |
|  | Spacer's de Toulouse         | Tours Volley-Ball            | 3                            | 2 |                  |                  |  |  |            |            |  |  |       |       |
|  | Spacer's de Toulouse         | 28 de março de 2022          |                              | 2 |                  |                  |  |  |            |            |  |  |       |       |
|  | Tours Volley-Ball            | 3                            |                              |   |                  |                  |  |  |            |            |  |  |       |       |
|  | Tours Volley-Ball            | 3                            | Tours Volley-Ball            | 3 |                  |                  |  |  |            |            |  |  |       |       |
|  | 25 de março de 2022          |                              | Tours Volley-Ball            | 3 |                  |                  |  |  |            |            |  |  |       |       |
|  |                              | Montpellier HSC              | 0                            |   |                  |                  |  |  |            |            |  |  |       |       |
|  | Montpellier HSC              | Montpellier HSC              | 0                            | 3 |                  |                  |  |  |            |            |  |  |       |       |
|  | Montpellier HSC              |                              | 2 de abril de 2022           | 3 |                  |                  |  |  |            |            |  |  |       |       |
|  | Cambrai Volley               | 2                            |                              |   |                  |                  |  |  |            |            |  |  |       |       |
|  | Cambrai Volley               | 2                            | Tours Volley-Ball            | 2 |                  |                  |  |  |            |            |  |  |       |       |
|  | 25 de março de 2022          |                              | Tours Volley-Ball            | 2 |                  |                  |  |  |            |            |  |  |       |       |
|  |                              | Chaumont Volley-Ball 52      | 3                            |   |                  |                  |  |  |            |            |  |  |       |       |
|  | Saint-Nazaire                | Chaumont Volley-Ball 52      | 3                            | 3 |                  |                  |  |  |            |            |  |  |       |       |
|  | Saint-Nazaire                | 28 de março de 2022          |                              | 3 |                  |                  |  |  |            |            |  |  |       |       |
|  | Nice Volley-Ball             | 0                            |                              |   |                  |                  |  |  |            |            |  |  |       |       |
|  | Nice Volley-Ball             | 0                            | Saint-Nazaire                | 2 |                  |                  |  |  |            |            |  |  |       |       |
|  | 25 de março de 2022          |                              | Saint-Nazaire                | 2 |                  |                  |  |  |            |            |  |  |       |       |
|  |                              | Chaumont Volley-Ball 52      | 3                            |   |                  |                  |  |  |            |            |  |  |       |       |
|  | Paris Volley                 | Chaumont Volley-Ball 52      | 3                            | 0 |                  |                  |  |  |            |            |  |  |       |       |
|  | Paris Volley                 |                              | 30 de março de 2022          | 0 |                  |                  |  |  |            |            |  |  |       |       |
|  | Chaumont Volley-Ball 52      | 3                            |                              |   |                  |                  |  |  |            |            |  |  |       |       |
|  | Chaumont Volley-Ball 52      | 3                            | Chaumont Volley-Ball 52      | 3 |                  |                  |  |  |            |            |  |  |       |       |
|  | 25 de março de 2022          |                              | Chaumont Volley-Ball 52      | 3 |                  |                  |  |  |            |            |  |  |       |       |
|  |                              | Plessis Robinson Volley Ball | 0                            |   |                  |                  |  |  |            |            |  |  |       |       |
|  | Plessis Robinson Volley Ball | Plessis Robinson Volley Ball | 0                            | 3 |                  |                  |  |  |            |            |  |  |       |       |
|  | Plessis Robinson Volley Ball | 28 de março de 2022          |                              | 3 |                  |                  |  |  |            |            |  |  |       |       |
|  | Nantes Rezé MV               | 2                            |                              |   |                  |                  |  |  |            |            |  |  |       |       |
|  | Nantes Rezé MV               | 2                            | Plessis Robinson Volley Ball | 3 |                  |                  |  |  |            |            |  |  |       |       |
|  | 25 de março de 2022          |                              | Plessis Robinson Volley Ball | 3 |                  |                  |  |  |            |            |  |  |       |       |
|  |                              | Poitiers Volley              | 0                            |   |                  |                  |  |  |            |            |  |  |       |       |
|  | Fréjus Var Volley            | Poitiers Volley              | 0                            | 1 |                  |                  |  |  |            |            |  |  |       |       |
|  | Fréjus Var Volley            |                              |                              | 1 |                  |                  |  |  |            |            |  |  |       |       |
|  | Poitiers Volley              | 3                            |                              |   |                  |                  |  |  |            |            |  |  |       |       |
|  | Poitiers Volley              | 3                            |                              |   |                  |                  |  |  |            |            |  |  |       |       |

### Oitavas de final
| Data   | Hora  |                              | Placar |                         | Set 1 | Set 2 | Set 3 | Set 4 | Set 5 | Total   | Relatório |
| ------ | ----- | ---------------------------- | ------ | ----------------------- | ----- | ----- | ----- | ----- | ----- | ------- | --------- |
| 25 mar | 19:30 | Arago de Sète                | 3–1    | AS Cannes               | 23–25 | 25–15 | 27–25 | 25–22 |       | 100–87  | Relatório |
| 25 mar | 20:00 | Tourcoing LM                 | 0–3    | Narbonne Volley         | 20–25 | 22–25 | 23–25 |       |       | 65–75   | Relatório |
| 26 mar | 20:00 | Spacer's de Toulouse         | 2–3    | Tours Volley-Ball       | 23–25 | 25–23 | 27–25 | 18–25 | 16–18 | 109–116 | Relatório |
| 25 mar | 20:00 | Montpellier UC               | 3–2    | Cambrai Volley          | 27–25 | 22–25 | 26–24 | 23–25 | 15–12 | 113–111 | Relatório |
| 25 mar | 20:00 | Saint-Nazaire                | 3–0    | Nice Volley-Ball        | 25–23 | 25–21 | 25–13 |       |       | 75–57   | Relatório |
| 25 mar | 20:00 | Paris Volley                 | 0–3    | Chaumont Volley-Ball 52 | 29–31 | 22–25 | 26–28 |       |       | 77–84   | Relatório |
| 25 mar | 20:00 | Plessis Robinson Volley Ball | 3–2    | Nantes Rezé MV          | 25–19 | 19–25 | 25–23 | 27–29 | 17–15 | 113–111 | Relatório |
| 25 mar | 20:00 | Fréjus Var Volley            | 1–3    | Poitiers Volley         | 25–17 | 21–25 | 23–25 | 22–25 |       | 91–92   | Relatório |

### Quartas de final
| Data   | Hora  |                   | Placar |                              | Set 1 | Set 2 | Set 3 | Set 4 | Set 5 | Total   | Relatório |
| ------ | ----- | ----------------- | ------ | ---------------------------- | ----- | ----- | ----- | ----- | ----- | ------- | --------- |
| 28 mar | 19:30 | Narbonne Volley   | 0–3    | Arago de Sète                | 26–28 | 17–25 | 20–25 |       |       | 63–78   | Relatório |
| 28 mar | 20:00 | Tours Volley-Ball | 3–0    | Montpellier UC               | 25–21 | 25–22 | 25–22 |       |       | 75–65   | Relatório |
| 28 mar | 20:00 | Saint-Nazaire     | 2–3    | Chaumont Volley-Ball 52      | 22–25 | 26–24 | 25–21 | 21–25 | 12–15 | 106–110 | Relatório |
| 28 mar | 20:00 | Poitiers Volley   | 0–3    | Plessis Robinson Volley Ball | 17–25 | 23–25 | 23–25 |       |       | 63–75   | Relatório |

### Semifinais
| Data   | Hora  |                         | Placar |                              | Set 1 | Set 2 | Set 3 | Set 4 | Set 5 | Total | Relatório |
| ------ | ----- | ----------------------- | ------ | ---------------------------- | ----- | ----- | ----- | ----- | ----- | ----- | --------- |
| 30 mar | 19:30 | Arago de Sète           | 0–3    | Tours Volley-Ball            | 19–25 | 18–25 | 14–25 |       |       | 51–75 | Relatório |
| 30 mar | 20:00 | Chaumont Volley-Ball 52 | 3–0    | Plessis Robinson Volley Ball | 25–21 | 25–21 | 25–21 |       |       | 75–63 | Relatório |

### Final
| Data  | Hora  |                   | Placar |                         | Set 1 | Set 2 | Set 3 | Set 4 | Set 5 | Total   | Relatório |
| ----- | ----- | ----------------- | ------ | ----------------------- | ----- | ----- | ----- | ----- | ----- | ------- | --------- |
| 2 abr | 20:30 | Tours Volley-Ball | 2–3    | Chaumont Volley-Ball 52 | 20–25 | 25–21 | 23–25 | 25–22 | 17–19 | 110–112 | Relatório |

## Premiação
| Copa da França de 2021–22                    |
| -------------------------------------------- |
| Chaumont Volley-Ball 52 Campeão (1.º título) |